# Olympische Sommerspiele 1908/Radsport – Tandem (Männer)
Das 2000-Meter-Rennen mit dem Tandem bei den Olympischen Spielen 1908 in London fand vom 13. bis 15. Juli im White City Stadium statt.
Jeder Nation standen Startplätze von bis zu sechs Paaren zu. Insgesamt mussten 3,3 Runden auf der 660 Yards langen Bahn absolviert werden. Das Zeitlimit für einen Lauf betrug vier Minuten. Die erste Runde bestand aus sieben Läufen mit jeweils zwei oder drei Teams, wobei das Gewinnerteam in jedem Lauf sowie das schnellste zweitplatzierte Team das Halbfinale erreichten. Es gab zwei Halbfinals mit jeweils vier Teams. Das Gewinnerteam eines jeden Laufs sowie das schnellste Zweitplatzierte erreichten das Finale. Das Finale bestand aus 3 Mannschaften, zwischen denen die Medaillen ermittelt wurden.

## Ergebnisse

### 1. Runde
13. Juli 1908, 16:15 Uhr (Lauf 1 bis 4), 16:15 Uhr (Lauf 5 bis 7)

#### Lauf 1
| Rang | Athleten                      | Nation          | Zeit            |
| ---- | ----------------------------- | --------------- | --------------- |
| 1    | Charlie Brooks William Isaacs | Großbritannien  | 3:09,4 min      |
| 2    | Alwin Boldt Hermann Martens   | Deutsches Reich | 5 Längen zurück |

#### Lauf 2
| Rang | Athleten                        | Nation         | Zeit            |
| ---- | ------------------------------- | -------------- | --------------- |
| 1    | Frederick Hamlin Thomas Johnson | Großbritannien | 3:14,8 min      |
| 2    | Marc Texier Pierre Texier       | Frankreich     | 4 Längen zurück |

#### Lauf 3
| Rang | Athleten                        | Nation          | Zeit                       |
| ---- | ------------------------------- | --------------- | -------------------------- |
| 1    | Max Götze Karl Neumer           | Deutsches Reich | 2:55,6 min                 |
| 2    | Charles Avrillon Joseph Guyader | Frankreich      |                            |
| 3    | Cecil McKaig Edward Piercy      | Großbritannien  | 2 Längen hinter Frankreich |

#### Lauf 4
| Rang | Athleten                         | Nation         | Zeit              |
| ---- | -------------------------------- | -------------- | ----------------- |
| 1    | Léon Coeckelberg Jean Patou      | Belgien        | 2:25,0 min        |
| 2    | John Barnard Arthur Rushen       | Großbritannien | 1,2 Längen zurück |
| 3    | Andrew Hansson Gustaf Westerberg | Schweden       |                   |

#### Lauf 5
| Rang | Athleten                       | Nation     | Zeit           |
| ---- | ------------------------------ | ---------- | -------------- |
| 1    | André Auffray Maurice Schilles | Frankreich | 3:11,4 min     |
| 2    | Philipus Frylink Floris Venter | Südafrika  | 1 Länge zurück |

#### Lauf 6
| Rang | Athleten                      | Nation         | Zeit            |
| ---- | ----------------------------- | -------------- | --------------- |
| 1    | François Bonnet Octave Lapize | Frankreich     | 3:06,8 min      |
| 2    | R. Jolly J. Norman            | Großbritannien | 6 Längen zurück |

#### Lauf 7
| Rang | Athleten                          | Nation         | Zeit            |
| ---- | --------------------------------- | -------------- | --------------- |
| 1    | John Matthews Leon Meredith       | Großbritannien | 2:43,2 min      |
| 2    | Gaston Dreyfus André Poulain      | Frankreich     | 2 Längen zurück |
| 3    | Frederick McCarthy William Morton | Kanada         |                 |

### Halbfinale
15. Juli 1908, 17:00 Uhr

#### Halbfinale 1
| Rang | Athleten                        | Nation          | Zeit            |
| ---- | ------------------------------- | --------------- | --------------- |
| 1    | Frederick Hamlin Thomas Johnson | Großbritannien  | 2:42,2 min      |
| 2    | Charlie Brooks William Isaacs   | Großbritannien  | 6 Längen zurück |
| 3    | Max Götze Karl Neumer           | Deutsches Reich | unbekannt       |
| 4    | Léon Coeckelberg Jean Patou     | Belgien         | unbekannt       |

#### Halbfinale 2
| Rang | Athleten                       | Nation         | Zeit           |
| ---- | ------------------------------ | -------------- | -------------- |
| 1    | André Auffray Maurice Schilles | Frankreich     | 2:46,2 min     |
| 2    | John Matthews Leon Meredith    | Großbritannien | 1 Länge zurück |
| 3    | John Barnard Arthur Rushen     | Großbritannien | unbekannt      |
| 4    | François Bonnet Octave Lapize  | Frankreich     | unbekannt      |

### Finale
15. Juli 1908, 17:45 Uhr
| Rang | Athleten                        | Nation         | Zeit       |
| ---- | ------------------------------- | -------------- | ---------- |
| 1    | André Auffray Maurice Schilles  | Frankreich     | 3:07,6 min |
| 2    | Frederick Hamlin Thomas Johnson | Großbritannien | unbekannt  |
| 3    | Charlie Brooks William Isaacs   | Großbritannien | unbekannt  |